# Cayres
Cayres é uma comuna francesa na região administrativa de Auvérnia-Ródano-Alpes, no departamento de Alto Loire. Estende-se por uma área de 30,06 km². Em 2010 a comuna tinha 736 habitantes (densidade: 24,5 hab./km²).